# Benbræk (plante)
Benbræk (Narthecium ossifragum) er en 20-40 cm høj urt, der vokser i hedemoser på kalkfattig bund. Blomsterne dufter af nelliker. Arten er bestanddannende.

## Beskrivelse
Benbræk er en flerårig urt med en grundstillet tue af linjeformede, grågrønne blade. De små, gule blomster sidder samlet i et aks for enden af en særlig stængel, der også bærer små, smalle blade. Frøene modner godt i Danmark, men de spirer kun på meget mager og sur bund.
Benbræks rodnet består af en krybende jordstængel, som bærer fine trævlerødder. Planten er afhængig af en symbiose med forskellige svampearter.
Højde x bredde og årlig tilvækst: 0,30 x 0,20 (30 x 2 cm/år), heri ikke medregnet aflæggerplanter.

## Voksested
Benbræk er udbredt i det nordlige og vestlige Europa, hvor den er knyttet til voksesteder i fuld sol på mager og våd bund i højmoser, heder og langs søbredder med et pH mellem 4,6 og 6,5.
I Danmark er Benbræk kun kendt fra Jylland og Vestfyn.
Ved Butterburn Flow i det nordlige Yorkshire, England, findes arten i sure højmoser sammen med bl.a. blåtop, revling, rosmarinlyng, tranebær, bølget bunke, hedelyng, klokkelyng, rundbladet soldug, smalbladet kæruld, tuekogleaks og tuekæruld
| Portal | Portal:Botanik |

## Note
1. ↑  R. S. Smith, D. Charman, S. P. Rushton, R. A. Sanderson, J. M. Simkin og R. S. Shiel : Vegetation change in an ombrotrophic mire in northern England after excluding sheep (engelsk)